# Bee Gees

Stern der Bee Gees auf dem Walk of Fame in Hollywood (verliehen am 12. Januar 1979)

Die Bee Gees waren eine Popgruppe der Brüder Barry, Maurice und Robin Gibb. Geboren auf der Isle of Man, begannen die Brüder ihre Karriere 1958 in Australien als Kinderband mit Beatmusik. Nachdem die Band einen Vertrag mit Polydor unterschrieben hatte, kehrte die Familie 1966 ins Vereinigte Königreich zurück. Danach wurden die Bee Gees weltweit bekannt. Mit dem 1977 erschienenen Soundtrack zum Film Saturday Night Fever feierten sie ihren größten kommerziellen Erfolg.
Die Millennium Edition des Guinness-Buch der Rekorde verzeichnet die Bee Gees als „erfolgreichste Familienband der Welt“.

## Geschichte

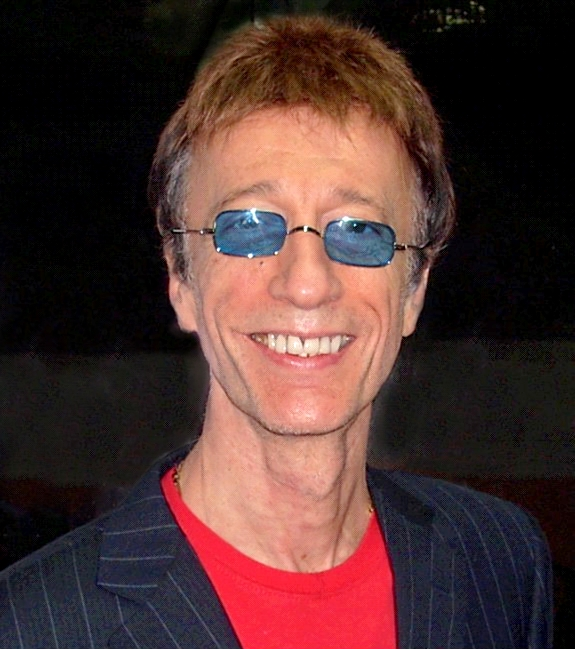
Robin Gibb (2008)

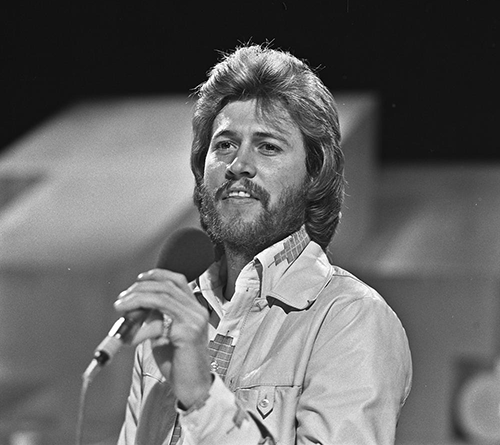
Barry Gibb, 1973

### Erste musikalische Schritte
Barry Gibb (* 1946) und die Zwillingsbrüder Robin (1949–2012) und Maurice (1949–2003) wurden als Söhne von Hugh und Barbara Gibb auf der Isle of Man geboren und verbrachten dort ihre frühe Kindheit. Ihre Mutter war Sängerin und ihr Vater leitete ein kleines Orchester. Anfang der 1950er Jahre zog die Familie zunächst nach Manchester und 1958 nach Australien, wo sie australische Staatsbürger wurden.
Schon im Alter von sechs Jahren standen die Zwillinge Robin und Maurice und der drei Jahre ältere Bruder Barry Gibb unter verschiedenen Namen wie The Rattlesnakes, Wee Johnny Hayes & the Blue Cats oder Barry & the Twins auf der Bühne. Sie wurden beeinflusst von „Skiffle-König“ Lonnie Donegan sowie dem Rock ’n’ Roller Tommy Steele. Später trat die Gruppe auch unter den Namen B.G.s und Gibb Brothers auf.
Die Brüder Gibb erhielten 1960 ihre erste dreißigminütige Fernsehshow im australischen Regionalfernsehen. 1963 erschien ihre erste Single Three Kisses of Love. Ihren ersten Top-Ten-Hit in Australien hatten sie 1965 mit Wine and Women. Im selben Jahr wurde Barry Gibb, der bereits seit Anfang der 1960er Jahre für viele Künstler Songs geschrieben hatte, als bester Songwriter ausgezeichnet (für I Was a Lover a Leader of Men). Als die Bee Gees – mittlerweile Teenie-Stars – 1966 mit Spicks and Specks ihren ersten Nummer-eins-Hit in Australien hatten, waren sie bereits mit dem Schiff auf dem Weg nach Großbritannien, wo Robert Stigwood sie unter Vertrag nahm.

### 1967–1968: Beginn des internationalen Erfolgs
Verstärkt durch den Gitarristen Vince Melouney und den Schlagzeuger Colin Petersen hatten sie im Frühjahr 1967 ihren ersten weltweiten Millionenerfolg mit der düsteren Ballade New York Mining Disaster 1941. Es folgten zahlreiche weitere Hits wie To Love Somebody, Massachusetts, World, Words, I’ve Gotta Get a Message to You.
Die Bee Gees wurden bald als größte Konkurrenz der Beatles gehandelt. Vor allem bei den Medien waren die Bee Gees sehr beliebt, weil sie – anders als die Beatles oder die Rolling Stones – das Image von wohlerzogenen Musikern fernab von Drogen hatten.
Von den Kritikern wurden die Bee Gees 1967 hochgelobt. Parallel zu ihrem zunehmenden kommerziellen Erfolg fielen sie vor allem bei den britischen Musikfachzeitschriften zunehmend in Ungnade. Ihre Texte wurden als surreal bis unsinnig bezeichnet (zum Beispiel „Now, I found, that the world is round and of course it rains everyday.“ World); die oft mit großem Orchester und Chor arrangierten Songs wurden als kitschig kritisiert.

### 1969–1975: Auflösung und Wiedervereinigung
Ende 1969 löste sich die Gruppe auf, nachdem sich die Brüder zerstritten hatten. Als erster verließ Vince Melouney die Gruppe, dann Robin Gibb und schließlich Colin Petersen. Nach der Trennung von Robin gab es einen Fernsehauftritt in Großbritannien, bei dem die Schwester Lesley Gibb Robin vertrat; es blieb jedoch bei diesem Auftritt. Als Duo wirkten die Brüder Barry und Maurice im englischen Fernsehfilm Cucumber Castle mit und brachten das gleichnamige Album unter anderem mit den Songs Don’t Forget to Remember und I.O.I.O. heraus. Nachdem auch sie sich getrennt hatten, versuchte jeder der Gibb-Brüder eigene Projekte. Als Solokünstler war lediglich Robin Gibb (die Singles Saved by the Bell, August, October, One Million Years und das Album Robin’s Reign) erfolgreich, wobei er stark von Maurice unterstützt wurde.
Mitte 1970 legten die Brüder ihren Streit bei. Sie machten (ohne Vince Melouney und ohne Colin Petersen) weiter. Bald nach ihrer Wiedervereinigung hatten die Bee Gees vor allem in den USA einige Hits, zwei davon mit Goldstatus (Lonely Days und How Can You Mend a Broken Heart).
In Europa wurden die Bee Gees Anfang der 1970er Jahre zunehmend bedeutungslos (einziger Top-Ten-Hit in Deutschland bis 1978: I.O.I.O., 1970, in Großbritannien bis 1975 Run to Me, 1972). Auch in den USA ließ der Erfolg nach; ihre Platten erreichten in den Jahren 1973 und 1974 nur noch mit Mühe die Top 100. Zu dieser Zeit konnten die Bee Gees lediglich in Südostasien Hits landen (Nummer eins unter anderem in Hongkong und Japan mit Melody Fair, Wouldn’t I Be Someone, Saw a New Morning).

### 1975–1979: Das erste Comeback und die Disco-Welle
1975 erlebten sie weltweit ein Comeback, als sie einen neuen Sound mit verstärkten R&B-Elementen, Falsettgesang und pulsierenden Disco-Beats präsentierten. Mit den LPs Main Course, Children of the World und Here at Last...Bee Gees...Live und den daraus ausgekoppelten Single-Hits (u. a. Jive Talkin' , Nights on Broadway, You Should Be Dancing) waren sie laut der US-Zeitschrift Billboard bereits Ende 1977 die erfolgreichste Band der 1970er Jahre. Der Soundtrack zum 1977 erschienenen Film Saturday Night Fever mit Welthits wie Stayin’ Alive, Night Fever und How Deep Is Your Love, machte sie, nun auch in Deutschland, zu Mega-Stars. Das Album ist bis heute der zweitmeistverkaufte Soundtrack in den USA – nach Bodyguard von Whitney Houston. Saturday Night Fever ist auch als Musical aufgeführt worden.
Der dreistimmige Falsettgesang wurde für die Bee Gees und die gesamte Disco-Ära zum Markenzeichen. Vor allem in den USA grassierte die „Bee-Gee-Mania“. Im Sommer 1978 waren für einige Wochen die ersten drei Plätze der US-Charts fest in der Hand der Brüder Gibb. Gleichzeitig waren sie mit zwei weiteren Hits in den Top Ten (Plätze 5 und 7) vertreten; sie sind mit den Beatles die einzige Gruppe, die gleichzeitig fünf Songs in den Top 10 halten konnte. Allein in den Jahren 1978 und 1979 verbuchten sie in den USA sechs Nummer-eins-Hits in Folge. In diese Zeit fiel auch, im Rahmen ihrer Spirits-Having-Flown-Tour, der einzige gemeinsame Bühnenauftritt mit ihrem jüngeren Bruder Andy Gibb, für den sie auch drei Alben (mit)schrieben und produzierten.

### 1980–1987: Das Ende der Disco-Musik
Nach dem Hoch kam der tiefe Fall der Disco-Musik. Die 1981 veröffentlichte Single He’s a Liar erreichte nur noch Platz 30 – die schlechteste Position seit ihrem Tiefpunkt 1974. Zwischen 1981 und 1987 erschienen neben dem Soundtrack zum Film Staying Alive einige Solo-Platten von Barry (Shine Shine erreichte Platz 37 in den USA) und Robin Gibb, der vor allem in Europa mit Hits wie Another Lonely Night in New York (1983), Juliet (1983) oder Boys Do Fall in Love (1984) recht erfolgreich war.

### 1987–2001: Das zweite Comeback
Am 22. Oktober 1987 feierten die Brüder Gibb ein erneutes Comeback mit dem Hit You Win Again und bewiesen damit, dass sie auch ohne Falsett-Gesang wieder erfolgreich Musik machen konnten. 1988 starb ihr jüngster Bruder Andy Gibb, der bis dahin als Solokünstler bekannt war, an Herzversagen. Dies war kurz vor der Veröffentlichung ihres Albums One (1989). Mit der gleichnamigen Single-Auskopplung verbuchten sie ihren ersten Top-Ten-Hit in den USA seit zehn Jahren.
Auf dem letzten Studioalbum der drei Brüder (This Is Where I Came In), das 2001 erschien, fanden sie zu ihrem ursprünglichen Stil zurück.

### 2003–2006: Das Ende der Band
Am 12. Januar 2003 starb Maurice Gibb wenige Tage nach einer Darmoperation. Das bedeutete noch nicht sofort das Ende der Bee Gees, aber es gab keine weiteren gemeinsamen Projekte der anderen. Während Barry Gibb das Album Guilty Pleasures mit Barbra Streisand herausbrachte und auch mit Cliff Richard zusammenarbeitete, unternahm Robin Gibb einige Solo-Tourneen. Offiziell wurde das Ende der Bee Gees im September 2006 bekanntgegeben.
Mit dem neuen Vertrag, den Barry und Robin Gibb mit der Warner Media Group (WMG) schlossen, wurde deutlich, dass es in Zukunft kein Bee-Gees-Album mehr geben würde. Die Brüder hatten für alle künftigen gemeinsamen Projekte den Vertrag nicht unter dem alten Namen der Band, sondern als Brothers Gibb (2006) abgeschlossen. 2009 taten sich Barry und Robin nochmals zu Liveauftritten zusammen.
Barry Gibb lebt seit langem in Florida, während Robin seinen Wohnsitz im englischen Oxfordshire hatte. Im Mai 2004 erhielten Barry und Robin Gibb die Ehrendoktorwürde der Universität von Manchester. Robin Gibb, der auch die posthum an seinen verstorbenen Zwillingsbruder Maurice verliehene Ehrendoktorwürde entgegengenommen hatte, starb am 20. Mai 2012 an den Folgen einer langjährigen Krebserkrankung.

## Zusammenarbeit mit anderen Künstlern
Die Bee Gees arbeiteten als Produzenten und Komponisten oft mit anderen Künstlern zusammen. Zu nennen sind hier insbesondere:
- Andy Gibb (Alben Flowing Rivers, Shadow Dancing, After Dark)
- Barbra Streisand (Alben Guilty, Guilty Pleasure, Singles Woman in Love, Guilty)
- Dionne Warwick (Album Heartbreaker, Singles Heartbreaker, All the Love in the World)
- Diana Ross und Michael Jackson (Album Eaten Alive, Single Chain Reaction)
- Dolly Parton und Kenny Rogers (Album Eyes That See in the Dark, Single Islands in the Stream)
- Céline Dion (Immortality)
- The Marbles (Single Only one Woman, 1968, Singles The walls fell down und I can't see nobody, 1969)
- Esther & Abi Ofarim (Single Morning of My Life, 1967)
- Jimmy Ruffin (Album Sunrise, Single Hold on (to My Love))
- Samantha Sang (Single Emotion, 1977)

Die Kooperation mit diesen Künstlern war zum Teil sehr erfolgreich (mehrere Nummer-eins-Hits). Auch damit bewiesen sie, dass sie zu den erfolgreichsten Songwritern der Pop-Geschichte gehören. Auch in den 2000er-Jahren erzielten Interpreten mit Coverversionen ihrer Songs Hitparaden-Erfolge.

## Diskografie
Studioalben

| Jahr | Titel Musiklabel                                                         | Höchstplatzierung, Gesamtwochen/‑monate, AuszeichnungChartplatzierungen (Jahr, Titel, Musiklabel, Platzierungen, Wochen/Monate, Auszeichnungen, Anmerkungen) | Höchstplatzierung, Gesamtwochen/‑monate, AuszeichnungChartplatzierungen (Jahr, Titel, Musiklabel, Platzierungen, Wochen/Monate, Auszeichnungen, Anmerkungen) | Höchstplatzierung, Gesamtwochen/‑monate, AuszeichnungChartplatzierungen (Jahr, Titel, Musiklabel, Platzierungen, Wochen/Monate, Auszeichnungen, Anmerkungen) | Höchstplatzierung, Gesamtwochen/‑monate, AuszeichnungChartplatzierungen (Jahr, Titel, Musiklabel, Platzierungen, Wochen/Monate, Auszeichnungen, Anmerkungen) | Höchstplatzierung, Gesamtwochen/‑monate, AuszeichnungChartplatzierungen (Jahr, Titel, Musiklabel, Platzierungen, Wochen/Monate, Auszeichnungen, Anmerkungen) | Höchstplatzierung, Gesamtwochen/‑monate, AuszeichnungChartplatzierungen (Jahr, Titel, Musiklabel, Platzierungen, Wochen/Monate, Auszeichnungen, Anmerkungen) | Anmerkungen                                                          |
| Jahr | Titel Musiklabel                                                         | DE | AT | CH | UK | US | AU | Anmerkungen                                                          |
| ---- | ------------------------------------------------------------------------ | --- | --- | --- | --- | --- | --- | -------------------------------------------------------------------- |
| 1965 | The Bee Gees Sing and Play 14 Barry Gibb Songs Leedon (Festival Records) | — | — | — | — | — | — | Erstveröffentlichung: November 1965 nur in Australien veröffentlicht |
| 1966 | Spicks and Specks Spin (Festival Records)                                | — | — | — | — | — | — | Erstveröffentlichung: November 1966 nur in Australien veröffentlicht |
| 1967 | Bee Gees’ 1st Polydor (Polydor)                                          | DE4 (10 Mt.)DE | — | — | UK8 (26 Wo.)UK | US7 (52 Wo.)US | — | Erstveröffentlichung: 9. August 1967 Verkäufe: 1.600.000             |
| 1968 | Horizontal Polydor (Polydor)                                             | DE1 (7 Mt.)DE | — | — | UK16 (15 Wo.)UK | US12 (22 Wo.)US | — | Erstveröffentlichung: Februar 1968 Verkäufe: 1.200.000               |
| 1968 | Idea Polydor (Polydor)                                                   | DE3 (10 Mt.)DE | — | — | UK4 (18 Wo.)UK | US17 (27 Wo.)US | — | Erstveröffentlichung: September 1968 Verkäufe: 1.400.000             |
| 1969 | Odessa Polydor (Polydor)                                                 | DE4 (5 Mt.)DE | — | — | UK10 (1 Wo.)UK | US20 (25 Wo.)US | — | Erstveröffentlichung: 30. März 1969 Verkäufe: 1.200.000              |
| 1970 | Cucumber Castle Polydor (Polydor)                                        | DE36 (1 Mt.)DE | — | — | UK57 (2 Wo.)UK | US94 (8 Wo.)US | — | Erstveröffentlichung: April 1970 Verkäufe: 200.000                   |
| 1970 | 2 Years On Polydor (Polydor)                                             | — | — | — | — | US32 (14 Wo.)US | — | Erstveröffentlichung: November 1970 Verkäufe: 375.000                |
| 1971 | Trafalgar Polydor (Polydor)                                              | — | — | — | — | US34 (14 Wo.)US | — | Erstveröffentlichung: September 1971 Verkäufe: 450.000               |
| 1972 | To Whom It May Concern Polydor (Polydor)                                 | — | — | — | — | US35 (14 Wo.)US | — | Erstveröffentlichung: Oktober 1972 Verkäufe: 350.000                 |
| 1973 | Life in a Tin Can RSO Records (Polydor)                                  | — | — | — | — | US69 (13 Wo.)US | — | Erstveröffentlichung: 19. Januar 1973 Verkäufe: 200.000              |
| 1974 | Mr. Natural RSO Records (Polydor)                                        | — | — | — | — | US178 (5 Wo.)US | — | Erstveröffentlichung: 15. Juni 1974 Verkäufe: 95.000                 |
| 1975 | Main Course RSO Records (Polydor)                                        | DE29 (2 Mt.)DE | — | — | — | US14 Gold · (75 Wo.)US | — | Erstveröffentlichung: Juni 1975 Verkäufe: 2.350.000                  |
| 1976 | Children of the World RSO Records (Polydor)                              | DE36 (2 Mt.)DE | — | — | — | US8 Platin · (63 Wo.)US | — | Erstveröffentlichung: 13. September 1976 Verkäufe: 3.100.000         |
| 1979 | Spirits Having Flown RSO Records (Polydor)                               | DE1 (33 Wo.)DE | AT2 (7 Mt.)AT | — | UK1 Platin · (33 Wo.)UK | US1 Platin · (55 Wo.)US | — | Erstveröffentlichung: 5. Februar 1979 Verkäufe: 2.070.000            |
| 1981 | Living Eyes RSO Records (Polydor)                                        | DE37 (9 Wo.)DE | — | — | UK73 (8 Wo.)UK | US41 (12 Wo.)US | — | Erstveröffentlichung: Oktober 1981 Verkäufe: 1.250.000               |
| 1987 | E.S.P Warner Bros. Records (WMG)                                         | DE1 ×3Dreifachgold · (28 Wo.)DE | AT2 (5½ Mt.)AT | CH1 ×2Doppelplatin · (22 Wo.)CH | UK5 Platin · (24 Wo.)UK | US96 (9 Wo.)US | — | Erstveröffentlichung: 21. September 1987 Verkäufe: 1.220.000         |
| 1989 | One Warner Bros. Records (WMG)                                           | DE4 Gold · (30 Wo.)DE | AT23 (½ Mt.)AT | CH6 Gold · (12 Wo.)CH | UK29 (3 Wo.)UK | US68 (13 Wo.)US | AU20 Gold · (7 Wo.)AU | Erstveröffentlichung: 17. April 1989 Verkäufe: 1.200.000             |
| 1991 | High Civilization Warner Bros. Records (WMG)                             | DE2 Platin · (31 Wo.)DE | AT4 Gold · (17 Wo.)AT | CH6 Platin · (26 Wo.)CH | UK24 (5 Wo.)UK | — | — | Erstveröffentlichung: 18. März 1991 Verkäufe: 1.100.000              |
| 1993 | Size Isn’t Everything Polydor (Polydor)                                  | DE12 (14 Wo.)DE | AT6 (9 Wo.)AT | CH14 (8 Wo.)CH | UK23 Gold · (13 Wo.)UK | US153 (3 Wo.)US | — | Erstveröffentlichung: 2. November 1993 Verkäufe: 750.000             |
| 1997 | Still Waters Polydor (BMG)                                               | DE2 Platin · (37 Wo.)DE | AT4 Gold · (16 Wo.)AT | CH1 Platin · (25 Wo.)CH | UK2 Gold · (19 Wo.)UK | US11 Platin · (21 Wo.)US | AU4 ×2Doppelplatin · (30 Wo.)AU | Erstveröffentlichung: 10. März 1997 Verkäufe: 4.615.000              |
| 2001 | This Is Where I Came In Polydor (BMG)                                    | DE3 Gold · (12 Wo.)DE | AT6 (8 Wo.)AT | CH5 Gold · (13 Wo.)CH | UK6 Gold · (6 Wo.)UK | US16 (8 Wo.)US | AU16 Gold · (7 Wo.)AU | Erstveröffentlichung: 2. April 2001 Verkäufe: 1.150.000              |

grau schraffiert: keine Chartdaten aus diesem Jahr verfügbar

## Auszeichnungen
- 1968 – Goldener Bravo Otto
- 1968 – Grammy Massachusetts
- 1969 – Goldener Bravo Otto
- 1971 – Silberner Bravo Otto
- 1978 – Grammy How Deep Is Your Love
- 1979 – Grammy Album of the Year
- 1980 – 2 Grammy Awards (für Saturday Night Fever und Producer of the year)
- 1996 – Platin Otto bei Bravo
- 1997 – Aufnahme in die Rock and Roll Hall of Fame[12]
- 1997 – Aufnahme in die ARIA Hall of Fame[13]
- 1997 – Brit Award (Outstanding Contribution)
- 1997 – World Music Award (Lifetime Achievement Award)
- 1997 – American Music Award (International Achievement Award)
- 1997 – Bambi
- 2003 – Grammy Legend Award
- 2004 – Aufnahme in die Dance Music Hall of Fame
- 2007 – Ehrung „Ikonen des Pop“ am 15. Mai 2007[14]
- 2015 – Platz 95 der 100 größten Songwriter aller Zeiten des Rolling Stone[15]

Die Bee Gees unterstützten über lange Zeit die Arbeit wohltätiger Organisationen (u. a. UNICEF, Childline, Children in Need).

## Film
- Keppel Road – The Bee Gees. Leben und Musik der Bee Gees. (OT: Keppel Road: The Life and Music of the Bee Gees.) Musikdokumentation, USA, 1996, 93 Min., Buch und Regie: Tony Cash, Produktion: Irish Screen Entertainment, The South Bank Show, Bravo, RM Arts, Inhaltsangabe von arte
- This Is Where I Came In – The Official Story of the Bee Gees, 2000
- Bee Gees: Brüder im Discofieber. Dokumentation. Regie: Martyn Atkins, ARTE F, Großbritannien, 60 Minuten, 2010
- Bee Gees: In Our Own Time. (2010), ausgestrahlt auf BBC One, April 2011

## Musical
In Massachusetts – Das Bee Gees Musical werden Songs der Jahre 1967 bis 2003 in eine Rahmenhandlung gebracht. Darsteller sind The Italian Bee Gees sowie die ehemaligen Bee-Gees-Mitglieder Vince Melouney, Blue Weaver und Dennis Bryon.